# منطقه برنت لندن
منطقه برنت لندن (به انگلیسی: London Borough of Brent) یک منطقه در بریتانیا است که در لندن بزرگ واقع شده‌است.
این منطقه ۴۳.۲۴ کیلومتر مربع مساحت و ۲۷۰٬۶۰۰ نفر جمعیت دارد.